# Второе сражение при Чарасиабе
Второе сражение при Чарасиабе (англ. Second Battle of Charasiab) — одно из сражений второй фазы Второй англо-афганской войны, которое произошло 25 апреля 1880 года около Кабула. Британское командование направило полковника Дженкинса к селению Чарасиаб для помощи колонне генерала Стюарта, которая должна была идти в Кабул из Кандагара. Вечером 24 апреля отряд Дженкинса встретил большие силы афганской армии и запросил подкреплений. На помощь ему отправился генерал Макферсон. Утром 25 апреля афганцы окружили Дженкинса, но плотный огонь пехоты держал их на расстоянии. Днём подошла бригада Макферсона, атаковала противника и обратила его в бегство.